# Estadio deportivo Teufaiva
El Estadio deportivo Teufaiva (en inglés: Teufaiva Sport Stadium), anteriormente conocido como Tenefaira Field Stadium es un estadio multiusos situado en Nukualofa, Tonga. Aquí la selección de rugby de Tonga, y la selección de fútbol, tanto femenina como masculina ofician de local.